# Ministerstvo obrany Spojených států amerických

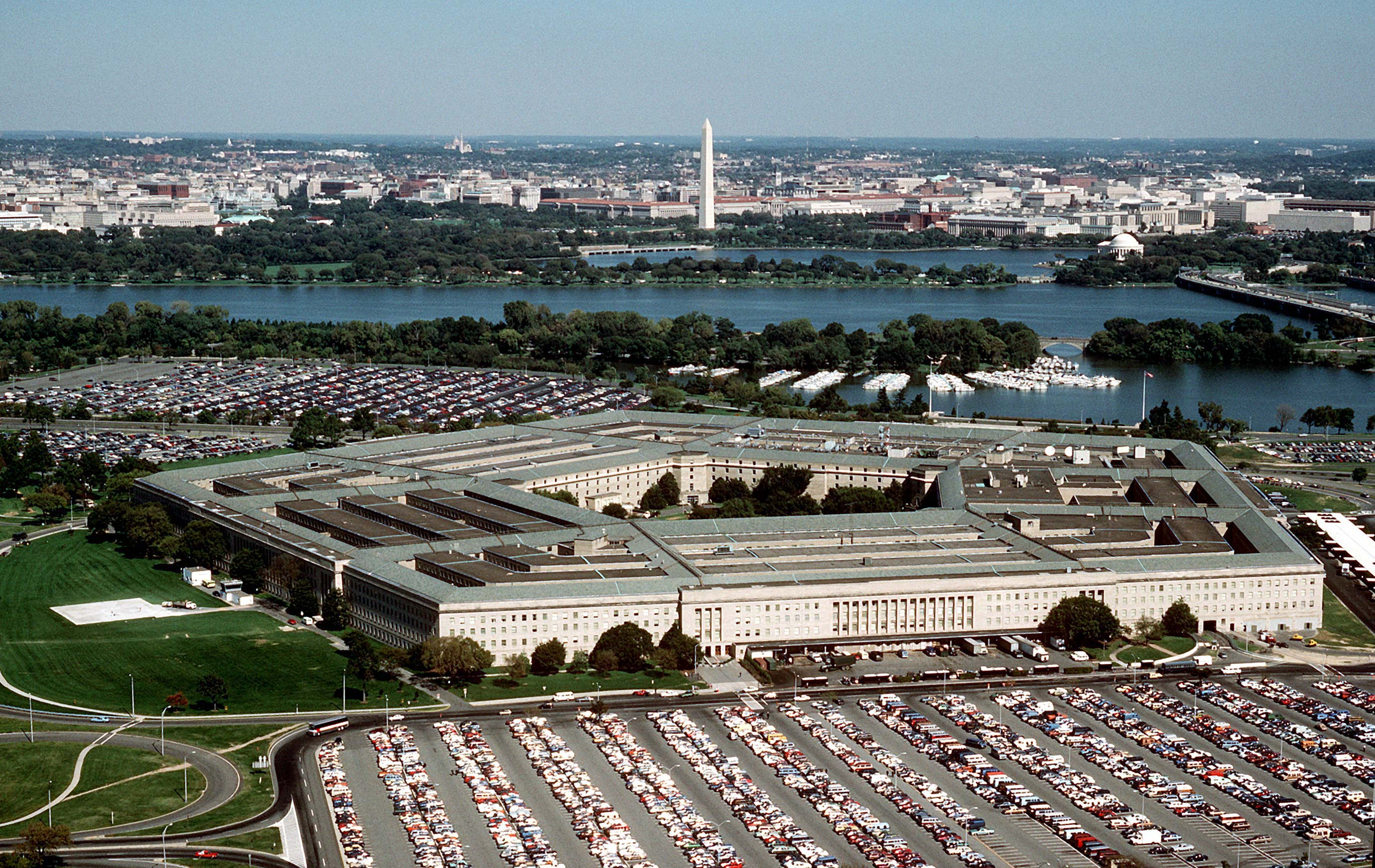
Pentagon

Ministerstvo obrany (anglicky: United States Department of Defense, DOD) je ministerstvo federální vlády Spojených států amerických pověřené koordinací a řízením všech agentur a funkcí vlády vztahující se přímo ke státní bezpečnosti a ozbrojeným silám Spojených států. Organizace a funkce DOD jsou definovány v paragrafu 10 zákoníku Spojených států.

## Sídlo a struktura
DOD je nejvýznamnější vlastník Pentagonu, budovy blízko Washington, D.C. (západní pobřežní operace jsou řízeny z kalifornského Oaklandu) a má tři nejvýznamnější součásti:
- odbor armády (Department of the Army), který řídí Armádu;
- odbor námořnictva (Department of the Navy), který řídí Námořnictvo a Námořní pěchotu; a
- odbor vojenského letectva (Department of the Air Force), který řídí Letectvo a Vesmírné síly.

Mezi mnoha DOD agenturami jsou Obranná agentura pro řízené střely, Agentura pro pokročilý obranný výzkum (DARPA), Obranná agentura Pentagonu (PFPA), Obranná zpravodajská agentura (DIA), a Národní bezpečnostní agentura (NSA). Ministerstvo také obsluhuje několik spojených vojenských škol, včetně Národní válečné university.